# Jarramas (1900)

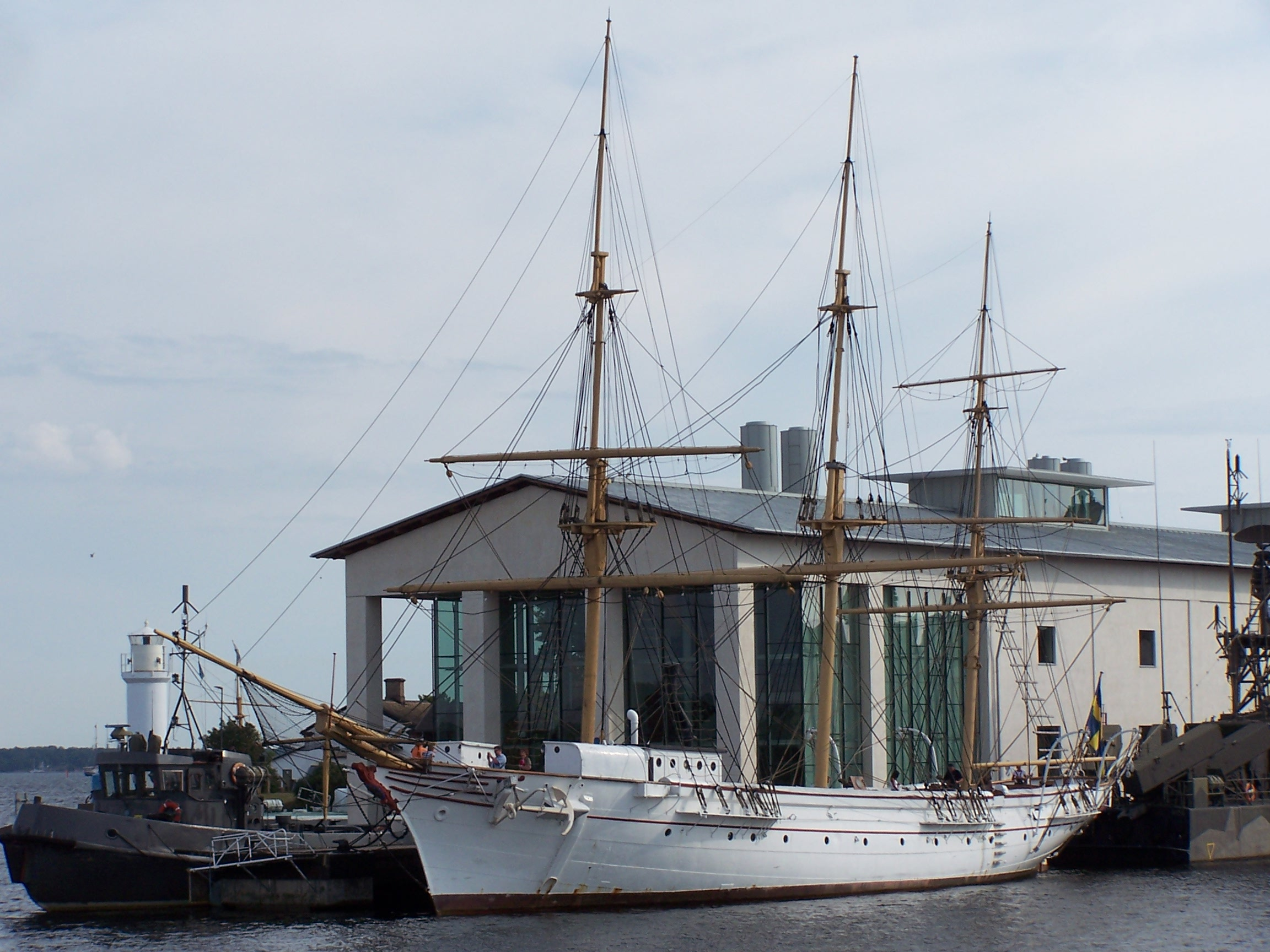
Jarramas vid Marinmuseum i Karlskrona.

Jarramas, officiellt HM Övningsfartyg Jarramas , är en tremastad fullriggare, en av världens minsta i sitt slag. Hon sjösattes år 1900 och fungerade som skolskepp för svenska flottan. Karlskrona stad övertog fartyget 1950, efter att verksamheten flyttats över till de nybyggda skonerterna Gladan och Falken. Numera ligger hon som statligt museifartyg förtöjt vid Marinmuseum i Karlskrona.
Jarramas är tillsammans med sitt systerfartyg Najaden (sjösatt 1897), de minsta fullriggarna som har byggts. 

## Namnet
Jarramas har lånat sitt namn från tre tidigare fartyg i Svenska flottan. Det första fartyget var från Karl XII:s dagar Jarramas (1716). Jarramas kommer från det turkiska ordet yaramaz vilket betyder ungefär "den busiga". Jilderim Jarramas (yıldırım yaramaz) lär ha varit turkarnas namn på Karl XII och översätts ofta till "Blixt och Dunder".
Fregatten Jarramas byggdes i Västervik 1716, systerfartyget Jilderim (Ilderim) byggdes i Karlskrona 1717. Hennes öde är okänt.

## Historia
Jarramas beställdes på våren 1898 och konstruktionsritningen är undertecknad den 20 juni 1898 av Hjalmar Hugo Lilliehöök. Hon byggdes på Karlskrona örlogsvarv vid nya Verkstadsbyggnaden och kölsträcktes den 18 mars 1899 och sjösattes den 1 februari 1900 klockan 14.00 under enkla ceremonier. Sjösättningen förrättades av dåvarande chefen för Karlskrona Örlogsvarv, konteramiralen (tillika kände marinmålaren) Jacob Hägg.
Jarramas ingick som utbildningsplattform för skeppsgossar tillsammans med systerfartyget Najaden och de övriga fartygen af Chapman, Gladan, Falken, Skirner och Snappopp i en övningseskader. Jarramas besättning utgjordes i regel av 118 man varav 92 skeppsgossar. Varje vår riggades fartyget av skeppsgossarna för att anträda resor till Bohuslän eller Bottenviken. Då fjärran resor var sällsynta följde improviserade linjedop utanför Kullen respektive utanför Hoburgen. År 1939 ansågs skeppsgossekåren, efter moget övervägande i riksdagen, ha överlevt sig själv. Perioden 1939–46 seglade Jarramas med den nya Sjömansskolans jungmän och skolynglingar, som önskade pröva på sjömansyrket.
Jarramas togs ur tjänst år 1948 då skonerterna Falken och Gladan togs i tjänst. Fartyget övertogs år 1950 av Karlskrona stad för en köpeskilling om 25 000 kronor. Vid invigningen av det nya Marinmuseet i Karlskrona 1997 överlämnades hon som gåva från kommunen till museet. Numera ligger hon som statligt museifartyg förtöjt vid museet.

## Rädda Jarramas

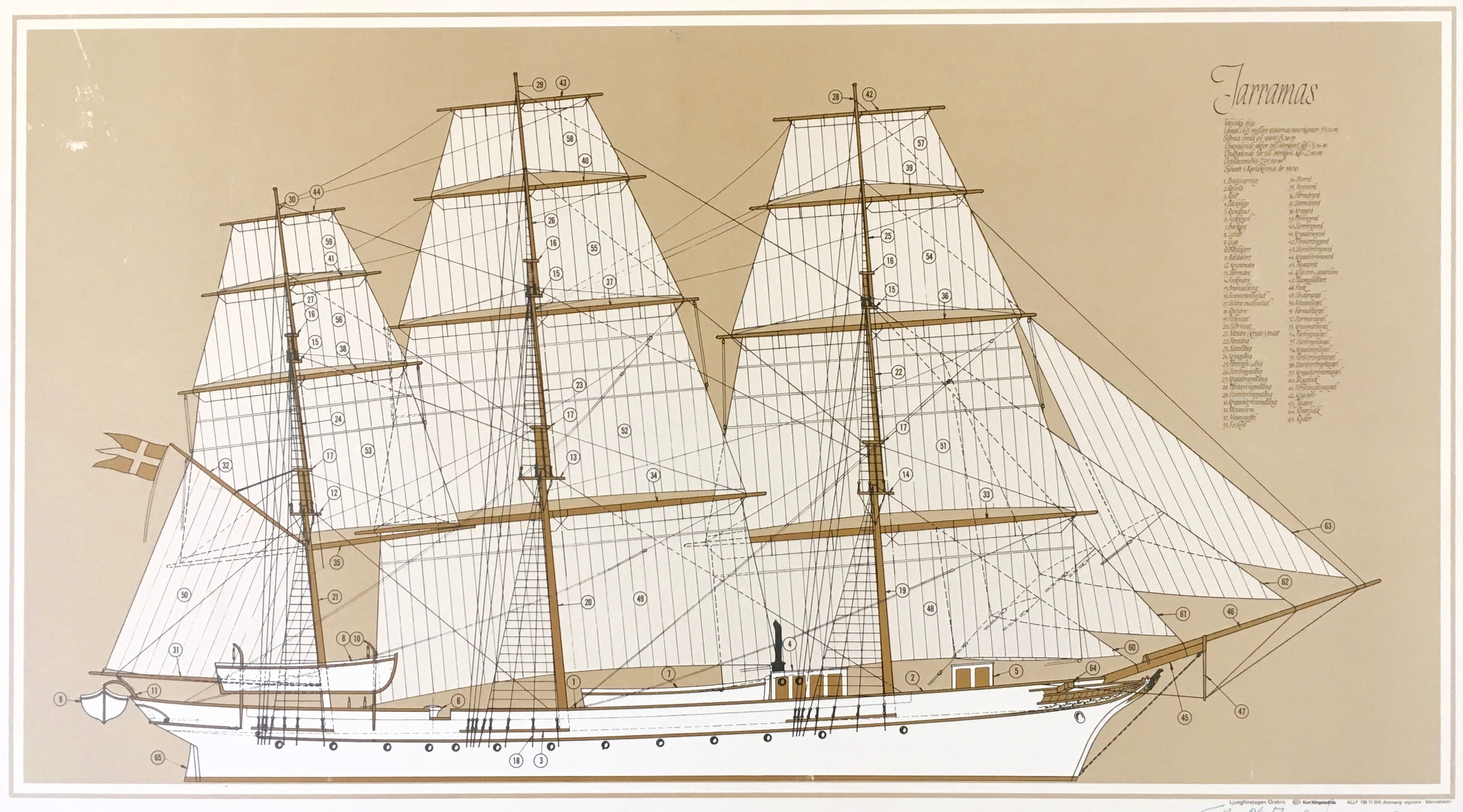
Skiss av Jarramas med mått och beskrivning av rigg. Marinstaben 1971.

Rädda Jarramas är ett omfattande pågående renoveringsprojekt där bland annat däcket ska bytas, renoveringen leds av Marinmuseum som även startat en fond under namnet Rädda Jarramas. Den 9 april 2008 avslutades arbetet med att byta ut Jarramas däck, under hösten 2011 och våren 2012 har fartyget fått ny rigg. Ett visst kontinuerligt underhåll kommer dock alltid att vara av behov på Jarramas.